# Jordão Pereira de Barros
Jordão Pereira de Barros, primeiro e único barão de Pereira de Barros (? — ?) foi um nobre brasileiro.
Filho de Joaquim José de Barros e de Januária de Figueiredo Pereira, era irmão de João de Figueiredo Pereira de Barros, barão de Fonseca, e de Constantino Pereira de Barros, barão de São João de Icaraí.
Era coronel da Guarda Nacional e foi agraciado barão em 20 de agosto de 1889.